# Rubí (2004)
Rubí (no Brasil: Rubi) é uma telenovela mexicana produzida por José Alberto Castro para a Televisa e exibida pelo Canal de las Estrellas entre 17 de maio e 22 de outubro de 2004, sucedendo Amarte es mi pecado e antecedendo Apuesta por un amor.
A trama é inspirada na telenovela mexicana de mesmo nome de 1968, que, por sua vez, havia sido inspirada na história em quadrinhos Rubí (1963), criada por Yolanda Vargas Dulché e foi adaptada por Ximena Suárez.
Conta com Bárbara Mori interpretando a personagem-título, além das atuações estrelares de Eduardo Santamarina, Sebastián Rulli, Jacqueline Bracamontes, Manuel Landeta, Carlos Cámara, Yadhira Carrillo, Miguel Pizarro, José Elías Moreno, Luis Gatica, Paty Díaz, Ingrid Martz, Arlette Pacheco, Ana Bertha Espín e Ana Martín.

## Enredo
No coração de Rubi reina uma luta constante entre o desejo de toda mulher de encontrar o verdadeiro amor e uma obsessão desesperada pelo dinheiro. Se o destino a negou uma boa situação econômica, ele a favoreceu com uma extraordinária beleza física. Rubi é morena, possui cabelos longos e cacheados, corpo escultural e olhos verdes. Ela está decidida a utilizar sua beleza para casar-se com um homem rico que a brinde com uma vida de luxo.
Rubi estuda em uma universidade privada graças a uma meia bolsa e ao apoio de sua irmã Cristina, que trabalha duramente para ajudar a sua mãe a sustentar sua casa.
Na universidade, Rubi se faz amiga de Maribel, uma garota milionária, mas doce e sensível, a quem um acidente deixou deficiente de uma perna. Maribel pensa que em Rubi encontrou, mais que uma amiga, uma irmã, e a quer sinceramente, sem saber que o afeto de Rubi está envenenado pela inveja.
Quando a bela jovem visita a mansão de sua amiga, se convence de que essa é a classe de vida que ela merece, e fará o que seja necessário para consegui-la.
Maribel, uma jovem tímida por causa de seu defeito físico, passa horas com seu computador conversando pela Internet com um rapaz chamado Heitor, e pouco depois se tornam namorados sem jamais terem se visto. Quando por fim se conhecem pessoalmente, Heitor supera a deficiência de Maribel e lhe pede que se case com ele. Maribel aceita, feliz e apaixonada.
Heitor apresenta a Rubi seu melhor amigo: um jovem médico ortopedista chamado Alessandro, e também entre eles nasce um profundo amor. Maribel, ao saber, sente que sua vida está completa. Também Rubi é feliz, pois além de estar apaixonada por Alessandro, pensa que, por fim, a vida fará justiça quando se case com um médico bonito, rico, e que além a adora. É por isso que sua decepção é imensa quando descobre de que a família de Alessandro é pobre.
Rubi tem que eleger entre casar com o homem que ama e seu desesperado desejo de ser rica e, apesar de saber que talvez nunca chegue a sua vida outro amor como este, termina seu relacionamento.
Com o coração despedaçado, Alessandro se afasta dela para sempre e se dedica de corpo e alma a sua profissão. Agora, Rubi está mais decidida que tem que casar-se com um milionário, e para chegar, está disposta a cometer as piores das traições: roubar a Maribel o amor de Heitor.
Ela o faz, e casa-se com Heitor, mas nunca consegue ter paz, devido ao amor que sente e sempre vai sentir por Alessandro. Contudo, Maribel e Alessandro se ajudam por compartilharem da mesma decepção. Cristina, a irmã de Rubi, envolve-se com Caetano, o chofer da casa de Maribel, causando grandes constrangimentos. Contudo, Cristina engravida, e numa vingança contra um insulto, Rubi aproveita a oportunidade de estar numa joalheria com Caetano e coloca uma joia na sacola do mesmo. Caetano vai preso e é condenado a cinco anos de prisão.
Passam-se três anos. Alessandro é um médico milionário e respeitado, Rubi continua casada com Heitor. Caetano sai da cadeia por bom comportamento e luta para conseguir voltar e encontrar Cristina. Rubi e Heitor vivem sempre em crise e agora Rubi vai se dedicar unicamente a reconquistar Alessandro. Maribel está apaixonada por Alessandro, que se casou com Sônia, uma jovem boa e honesta que sempre procurou fazer o bem, esta é amiga de Maribel. Quando Maribel revela a Sônia o amor que sente por Alessandro, ela pede que se afaste dele.
Em um certo dia, Sônia causa um problema a Rubi, já que sempre se odiaram. Ela vai tirar satisfações, e as duas ficam frente a frente na passarela de cristal da casa de Alessandro. Elas acabam brigando até que Sônia cai e fica com um vidro cravado na jugular, morta. A única pessoa que vê tudo é a mãe de Alessandro, Carla, que sofre de Mal de Alzheimer, e a enfermeira que cuida dela, é bem paga por Rubi para se calar.
Chega a cidade o conde Lúcio Montemayor, que se dá muito bem com Rubi, mas também com Maribel, e sempre está causando atrocidades. A chave entre ele e Rubi é o jogo de tabuleiro, onde o mais esperto sempre vence.
Na reta final, Rubi engravida de Alessandro e perde o bebê defendendo a sobrinha. Contudo, arma uma cilada para o marido Heitor, que descobrira suas atrocidades e acaba se jogando no chão e acusando Heitor. Um médico é pago para dizer que Rubi perdeu o bebê por culpa de Heitor. Maribel e Alessandro se apaixonam e pretendem se casar. Heitor sofre um acidente tentando desmascarar Rubi e vai para o hospital, sendo que seu cirurgião será Alessandro. Lúcio manda colocarem anti-coagulante na veia de Heitor e este morre durante a cirurgia, e Alessandro é acusado e preso. Rubi chantageia Maribel e tira Alessandro da cadeia. Com a morte de Heitor, Rubi fica rica, mas, com a morte de Lúcio, ela perde tudo. Tentando conquistar Alessandro para não ficar na rua, ela acaba caindo de uma altura absurda numa mesa de vidro, perde uma das pernas e fica desfigurada. No final, ela fica pobre, sozinha, sem beleza e com a perna amputada. Porém, ela quer se vingar e começa a dar aulas a sua sobrinha Fernanda, que também tem a mesma beleza que Rubi. Na última cena, passam-se alguns anos e Fernanda, já adulta, beija Alessandro se passando por Rubi, e deixa a pensar se terá continuação.

## Elenco

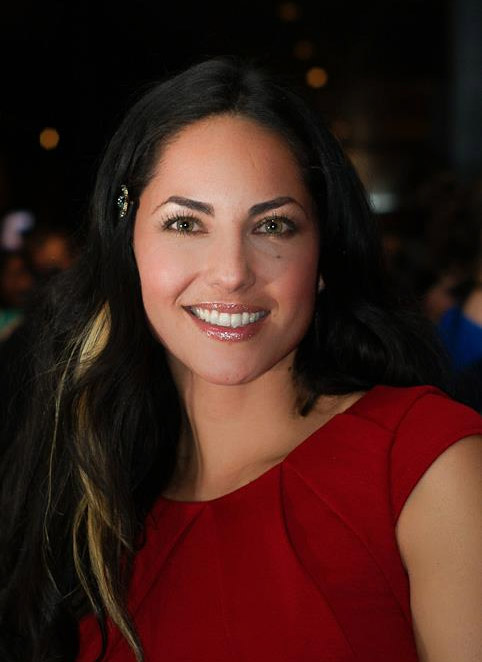
Barbara Mori interpretou a ambiciosa vilã protagônica Rubi.

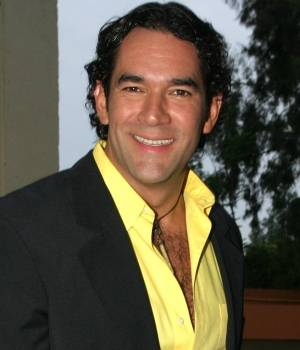
Eduardo Santamarina interpretou o protagonista Alessandro.

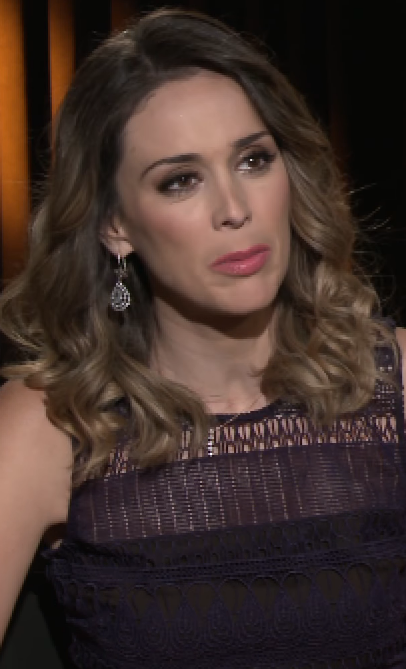
Jacqueline Bracamontes interpretou a protagonista Maribel.

| Intérprete                 | Personagem                                |
| -------------------------- | ----------------------------------------- |
| Bárbara Mori               | Rubí Pérez Ochoa                          |
| Bárbara Mori               | Fernanda Martínez Pérez (último capítulo) |
| Eduardo Santamarina        | Alejandro Cárdenas Ruiz                   |
| Jacqueline Bracamontes     | Maribel de la Fuente Ortiz                |
| Sebastián Rulli            | Héctor Ferrer Garza                       |
| Ana Martín                 | Refugio Ochoa Vda. de Pérez               |
| Yadhira Carrillo           | Elena Navarro                             |
| Miguel Pizarro             | Loreto Echagüe                            |
| Manuel Landeta             | Lucio Montemayor "El Conde de Aragón"     |
| Antonio Medellín           | Ignacio Cárdenas                          |
| Ana Bertha Espín           | Elisa de Duarte                           |
| José Elías Moreno          | Genaro Duarte                             |
| Olivia Bucio               | Carla Ruiz de Cárdenas                    |
| Luis Gatica                | Cayetano Martínez                         |
| Paty Díaz                  | Cristina Pérez Ochoa                      |
| Roberto Vander             | Arturo de la Fuente Rangel                |
| Jan                        | Marco Rivera                              |
| Arlette Pacheco            | Lilia López de Duarte                     |
| Marco Méndez               | Luis Duarte López                         |
| Josefina Echánove          | Francisca "Pancha" Muñoz                  |
| Ofelia Cano                | Vitoria Gallegos                          |
| Leonorilda Ochoa           | Dolores Herrera "Doña Lola"               |
| Kristel Casteele           | Fernanda Martínez Pérez (criança)         |
| Sergio Argueta             | Francisco "Paco" Gómez Gallegos           |
| Sergio Goyri               | Yago Pietrasanta                          |
| Marlene Favela             | Sônia Chavarría González                  |
| Ingrid Martz               | Lorena Treviño                            |
| Carlos Cámara              | Dr. José Luis Bermúdez                    |
| Mariana Rountree           | Ingrid Mendoza                            |
| Lilia Aragón               | Nora de Navarro                           |
| Manuel "Flaco" Ibañez      | Onésimo Segundo Rabozo                    |
| Gerardo Albarrán           | Dr. Gabriel Almanza                       |
| Nicole Vale                | Natália Duarte Lopes (criança)            |
| Karen Sandoval             | Natália Duarte Lopes (jovem)              |
| Adriana Roel               | Hilda Méndez                              |
| Dolores Salomón "Bodokito" | Margarida                                 |
| Tania Vázquez              | Sofia Cárdenas Ruiz                       |
| Hugo Macías Macotela       | Dr. Isidro Roldán                         |
| Eduardo Rodriguez          | Saúl Arce de la Borbolla                  |
| Lorena Velázquez           | Mary Chavarría                            |
| Manuel Foyo                | Ernesto Bermúdez                          |
| José Antonio Ferral        | Dr. Garduño                               |
| Ruth Rosas                 | Célia Ramires                             |
| Ángeles Balvanera          | Dora                                      |
| Ivonne Herrera             | Eva                                       |
| María Fernanda García      | Valeria                                   |
| Sergio Jurado              | Lic. Millán                               |
| Roberto Sen                | David Treviño                             |
| Luz María Guízar           | Sra. Treviño                              |
| Sergio Zaldívar            | Gazcón                                    |
| Roger Cudney               | Howard Williams                           |
| Alicia Fahr                | Romina                                    |
| Jorge Flores               | Ele mesmo                                 |
| Liza Willert               | Enfermeira                                |
| Violeta Isfel              | Amiga de Ingrid                           |
| Claudia Benedetti          | Lupe                                      |
| Iliana Donatlán            | Isabel                                    |
| Miguel Ángel Fuentes       | Polo                                      |
| Francisco Calvillo         | Médico                                    |
| Odemaris Ruiz              | Tania Huertas                             |
| Harding Junior             | Wilson                                    |
| Raúl Valerio               | Dr. Mosques                               |
| Susana Diazayas            | Carmen                                    |
| Jorge Ortín                | Detetive                                  |
| Fernando Jaramillo         | Dr. Lara                                  |
| Jorge Robles               | Tibúrcio                                  |
| Norma Reyna                | Empregada                                 |

## Exibições

### No México
Em seu país original, a trama era apresentada pelo Canal de las Estrellas de segunda à sexta, às 20h.
Foi reprisada pela primeira vez no canal TLNovelas entre 21 de maio e 26 de outubro de 2007, substituindo Bajo la misma piel e sendo substituída por Cuna de lobos. Foi novamente reprisada pelo canal entre 21 de junho e 26 de novembro de 2010, substituindo Acapulco, cuerpo y alma e sendo substituída por Marisol.
Sua terceira exibição pelo canal ocorreu entre 14 de setembro e 27 de novembro de 2020, substituindo Teresa e sendo substituída por El color de la pasión.
Foi novamente exibida pelo Canal de las Estrellas entre 16 de fevereiro a 14 de junho de 2015, em 86 capítulos,  substituindo La Fea mas Bella e sendo substituída por La Madrastra. Esta reprise fez tanto sucesso, que seu final foi exibido em um especial de domingo às 18h00 (o que só acontece no final das novelas inéditas). Foi reprisada novamente pelo seu canal de origem, de 27 de outubro de 2021 a 14 de janeiro de 2022, em 58 capítulos, substituindo Sortilégio e sendo substituída por Alborada, às 14h30.

### No Brasil
No Brasil, foi exibida pelo SBT de 14 de fevereiro a 13 de maio de 2005, em 70 capítulos, sucedendo Alegrifes e Rabujos e antecedendo o programa Roda a Roda.
Foi reprisada pela primeira vez, pelo SBT, entre 13 de março e 15 de agosto de 2006 em 112 capítulos, sucedendo Canavial de Paixões e antecedendo Feridas de Amor.
Foi exibida pela primeira vez pelo canal pago TLN Network entre 21 de fevereiro a 29 de julho de 2011 substituindo O Privilégio de Amar e sendo substituída por Feridas de Amor.
Foi reprisada pela segunda vez pelo SBT entre 6 de maio e 15 de outubro de 2013, em 117 capítulos, substituindo A Usurpadora e sendo substituída por A Madrasta.
Foi exibida pela segunda vez pelo canal pago TLN Network entre 17 de fevereiro e 25 de julho de 2014 substituindo Manancial e sendo substituída por Amor Real.
Foi reprisada pela terceira vez pelo SBT entre 16 de janeiro e 29 de maio de 2017, em 96 capítulos, substituindo pela segunda vez a novela A Usurpadora e sendo substituída por No Limite da Paixão.
Será reprisada pela quarta vez pelo SBT com previsão para agosto de 2025, substituindo o telejornal Tá na Hora e sendo transmitida apenas para as praças sem programação local. A novela chegou a ser cotada em duas ocasiões: em maio para substituir a reprise de Quando me Apaixono, e em agosto para substituir a reprise de A Usurpadora, mas na primeira foi preterida pelo seriado mexicano Chaves e a telenovela inédita A Caverna Encantada e na segunda por Maria do Bairro.

## Audiência

### No México
Em sua exibição original, a trama alcançou 20 pontos em sua estréia. Nos 11 primeiros capítulos, alcançou média de 17,9 pontos, porém ao longo dos meses esse número foi aumentando, chegando a ter média superior a 22 pontos. Seu último capítulo, bateu recorde de audiência, exibido em 22 de outubro de 2004 alcançou 37,4 pontos. Obteve uma média geral de 22,8 pontos.

### No Brasil
Em sua primeira exibição em 2005, a trama estreou com índice de 9 pontos, porém os números foram aumentando e seu último capítulo teve 15 pontos, com picos de 19. A novela marcou 10 pontos de média geral.
Sua primeira reprise, em 2006, estreou com 8 pontos e seu último capítulo também teve 8 pontos. Na época da Copa do Mundo, chegou a marcar 2 pontos. Teve média geral de 6 pontos.
Na sua segunda reprise, em 2013, estreou com uma média de 8 pontos.  Na primeira semana, chegou a ter a audiência próxima da Rede Globo. No último capítulo, a trama alcançou 9 pontos  Terminou com média de 7 pontos.
Na sua terceira reprise no SBT, em 2017, estreou na Grande São Paulo com 6,5 pontos de média, considerados dentro dos padrões do SBT. No último capítulo, a trama alcançou 9 pontos. Terminou com média de 5.97 pontos.

### Prêmios e indicações
| Ano  | Premiação               | Categoria                     | Indicado                  | Resultado |
| ---- | ----------------------- | ----------------------------- | ------------------------- | --------- |
| 2005 | Prêmio TVyNovelas       | Melhor Novela                 | José Alberto Castro       | Venceu    |
| 2005 | Prêmio TVyNovelas       | Melhor Atriz                  | Bárbara Mori              | Venceu    |
| 2005 | Prêmio TVyNovelas       | Melhor Ator                   | Eduardo Santamarina       | Venceu    |
| 2005 | Prêmio TVyNovelas       | Melhor Ator Antagonista       | Manuel Landeta            | Indicado  |
| 2005 | Prêmio TVyNovelas       | Melhor Atriz Coadjuvante      | Ana Martín                | Venceu    |
| 2005 | Prêmio TVyNovelas       | Melhor Ator Coadjuvante       | Roberto Vander            | Indicado  |
| 2005 | Prêmio TVyNovelas       | Melhor Tema Musical           | "La Descarada" por Reyli  | Venceu    |
| 2005 | Prêmio TVyNovelas       | Telenovela Mais Assistida     | Telenovela Mais Assistida | Venceu    |
| 2005 | Premios Juventud        | Chica Que Me Quita el Sueño   | Bárbara Mori              | Venceu    |
| 2010 | Prêmios TP de Oro       | Melhor Novela                 | José Alberto Castro       | Indicado  |
| 2010 | TV Adicto Golden Awards | Melhor Protagonista da Década | Bárbara Mori              | Venceu    |

## Outras versões

### História em quadrinhos
- Rubí (1963) – HQ animado escrito por Yolanda Vargas Dulché e desenhado por Antonio Gutiérrez para a revista Lágrimas, Risas y Amor.

### Televisão
- Rubí (1968) – telenovela mexicana produzida por Valentín Pimstein para Televisa, protagonizada por Fanny Cano.
- Rubi (2010) – telenovela filipina produzida por ABS-CBN e protagonizada por Angelica Panganiban.
- Ruby (2012) – série árabe produzida por MBC4, protagonizada por Cyrine Abdelnour.
- Rubí (2020) – serie de televisão produzida por Carlos Bardasano para Televisa e Univision, protagonizada por Camila Sodi.

### Cinema
- Rubí (1970) – filme dirigido e adaptado por Carlos Enrique Taboada, protagonizado por Irán Eory.